# Arthur Ashe
Arthur Ashe (10. července 1943 Richmond, Virginie, USA – 6. února 1993 New York) byl americký tenista. Jeho otcem byl Arthur Ashe (†1989) a matkou Mattie Cordell Cunningham Ashe (1922–1950). Jediný bratr Johnnie Ashe (*1948) byl kapitánem americké námořní pěchoty. Arthur navštěvoval Maggie L. Walker High School v Richmondu. Ve studiu pokračoval na Kalifornské univerzitě v Los Angeles, kde v roce 1966 získal bakalářský titul v oboru Business Administration. Za svou kariéru vyhrál tři grandslamové turnaje (nezískal pouze titul z French Open, kde se probojoval nejdále do čtvrtfinále). V roce 1963 byl prvním tenistou tmavé pleti, který nastoupil za daviscupový tým Spojených států amerických. Byl jedním z iniciátorů založení Asociace profesionálních tenistů (ATP).
V roce 1968 po vítězství na US Open mu z důvodu barvy pleti nebyl umožněn vstup do Jihoafrické republiky na tam pořádaný mezinárodní turnaj. To vedlo k jeho velice silné angažovanosti v boji proti apartheidu a vůbec všem formám útisku černochů. V souvislosti s touto angažovaností byl později dvakrát zatčen na demonstracích 1985 a 1992. Zemřel na komplikace spojené s chorobou AIDS deset let poté, co byl nakažen při krevní transfúzi při operaci srdce.
V roce 1985 byl uveden do Mezinárodní tenisové síně slávy.
Arthur Ashe vyhrál za svou tenisovou kariéru 33 turnajů ATP ve dvouhře, z toho nejvýznamnější jsou jeho grandslamová vítězství:
- 1968 – US Open
- 1970 – Australian Open
- 1975 – Wimbledon